# Italienische Leichtathletik-Meisterschaften 2019
Die 109. Italienischen Leichtathletik-Meisterschaften wurden vom 26. bis 28. Juli 2019 in der Raiffeisen Arena im norditalienischen Brixen ausgetragen.

## Medaillengewinner

### Männer
| Disziplin          | Gold                     | Leistung       | Silber                    | Leistung     | Bronze                         | Leistung      |
| ------------------ | ------------------------ | -------------- | ------------------------- | ------------ | ------------------------------ | ------------- |
| 100 m              | Marcell Jacobs           | 10,10 s        | Luca Cassano              | 10,42 s      | Luca Lai                       | 10,44 s       |
| 200 m              | Antonio Infantino        | 20,84 s        | Davide Manenti            | 20,92 s      | Davide Re                      | 21,02 s       |
| 400 m              | Matteo Galvan            | 45,59 s SB     | Edoardo Scotti            | 46,40 s      | Brayan Lopez                   | 46,64 s       |
| 800 m              | Simone Barontini         | 1:47,89 min    | Enrico Riccobon           | 1:48,44 min  | Giordano Benedetti             | 1:48,86 min   |
| 1500 m             | Matteo Spanu             | 3:45,09 min    | Pietro Arese              | 3:45,65 min  | Yassin Bouih                   | 3:45,85 min   |
| 5000 m             | Marouan Razine           | 14:05,09 min   | Lorenzo Dini              | 14:05,81 min | Pietro Riva                    | 14:06,44 min  |
| 110 m Hürden       | Hassane Fofana           | 13,71 s        | Chituru Ali               | 14,01 s      | Ivan Mach di Palmstein         | 14,36 s       |
| 400 m Hürden       | Alessandro Sibilio       | 50,84 s        | Eusebio Haliti            | 51,06 s      | Lorenzo Veroli                 | 52,00 s       |
| 3000 m Hindernis   | Ahmed Abdelwahed         | 8:31,56 min    | Osama Zoghlami            | 8:35,25 min  | Yohanes Chiappinelli           | 8:41,73 min   |
| 4 × 100 m Staffel  | Athletic Club 96 Alperia | 40,92 s        | A.S. La Fratellanza 1874  | 40,94 s      | Atletica Malignani Libertas Ud | 41,20 s       |
| 4 × 400 m Staffel  | G.S. Fiamme Gialle       | 3:11,15 min    | ACSI Campidoglio Palatino | 3:11,90 min  | ATL. Imola Sacmi Avis          | 3:14,03 min   |
| 10.000 m Bahngehen | Gianluca Picchiottino    | 41:21 min      | Giorgio Rubino            | 41:53 min    | Leonardo dei Tos               | 42:00 min     |
| Hochsprung         | Stefano Sottile          | 2,33 m WL NUR  | Manuel Lando              | 2,11 m       | Eugenio Meloni                 | 2,11 m        |
| Stabhochsprung     | Max Mandusic             | 5,30 m         | Eugeniu Ceban             | 5,05 m       | Andrea Marin                   | 5,05 m        |
| Weitsprung         | Filippo Randazzo         | 7,94 m         | Kevin Ojiaku              | 7,89 m       | Antonino Trio                  | 7,72 m        |
| Dreisprung         | Samuele Cerro            | 16,52 m        | Fabrizio Schembri         | 16,49 m      | Daniele Cavazzani              | 16,39 m       |
| Kugelstoßen        | Leonardo Fabbri          | 20,31 m        | Sebastiano Bianchetti     | 19,30 m      | Lorenzo del Gatto              | 17,65 m       |
| Diskuswurf         | Giovanni Faloci          | 59,92 m        | Nazzareno Di Marco        | 57,93 m      | Alessio Mannucci               | 54,36 m       |
| Hammerwurf         | Marco Lingua             | 73,88 m        | Simone Falloni            | 72,32 m SB   | Giorgio Olivieri               | 72,03 m NU20R |
| Speerwurf          | Mauro Fraresso           | 75,54 m        | Roberto Orlando           | 74,78 m      | Roberto Bertolini              | 73,04 m       |
| Zehnkampf          | Matteo Taviani           | 7357 Punkte PB | Michele Brini             | 7258 Punkte  | Stephen Asamoah                | 7197 Punkte   |

### Frauen
| Disziplin          | Gold                             | Leistung          | Silber                      | Leistung          | Bronze                      | Leistung          |
| ------------------ | -------------------------------- | ----------------- | --------------------------- | ----------------- | --------------------------- | ----------------- |
| 100 m              | Zaynab Dosso                     | 11,47 s           | Johanelis Herrera Abreu     | 11,55 s           | Annalisa Spadotto Scott     | 11,74 s           |
| 200 m              | Gloria Hooper                    | 23,56 s           | Dalia Kaddari               | 23,63 s           | Alessia Pavese              | 23,77 s           |
| 400 m              | Giancarla Trevisan               | 52,61 s           | Maria Benedicta Chigbolu    | 53,33 s           | Alice Mangione              | 53,58 s           |
| 800 m              | Eloisa Coiro                     | 2:05,83 min       | Eleonora Vandi              | 2:05,97 min       | Joyce Mattagliano           | 2:06,07 min       |
| 1500 m             | Marta Zenoni                     | 4:30,83 min       | Elena Bellò                 | 4:31,55 min       | Francesca Marangi Agostino  | 4:32,44 min       |
| 5000 m             | Marta Zenoni                     | 15:52,89 min      | Francesca Tommasi           | 15:57,19 min      | Valeria Roffino             | 16:17,73 min      |
| 100 m Hürden       | Luminosa Bogliolo                | 12,85 s           | Giulia Pennella             | 13,26 s           | Angelika Elzbieta Wegierska | 13,47 s           |
| 400 m Hürden       | Ayomide Folorunso                | 56,40 s           | Linda Olivieri              | 56,50 s           | Rebecca Sartori             | 58,43 s           |
| 3000 m Hindernis   | Isabel Mattuzzi                  | 10:10,66 min      | Laura Dalla Montà           | 10:14,27 min      | Silvia Oggioni              | 10:15,26 min      |
| 4 × 100 m Staffel  | Atletica Brescia 1950 Ispa Group | 45,63 s           | Centro Sportivo Carabinieri | 45,67 s           | AS La Fratellanza 1874      | 46,36 s           |
| 4 × 400 m Staffel  | nicht ausgetragen                | nicht ausgetragen | nicht ausgetragen           | nicht ausgetragen | nicht ausgetragen           | nicht ausgetragen |
| 10.000 m Bahngehen | Eleonora Anna Giorgi             | 45:29 min         | Nicole Colombi              | 45:43 min         | Lidia Barcella              | 47:35 min         |
| Hochsprung         | Alessia Trost                    | 1,86 m            | Erika Furlani               | 1,83 m            | Enrica Cipolloni            | 1,83 m            |
| Stabhochsprung     | Sonia Malavisi                   | 4,36 m            | Roberta Bruni               | 4,31 m            | Elisa Molinarolo            | 4,20 m            |
| Weitsprung         | Tania Vicenzino                  | 6,46 m            | Laura Strati                | 6,42 m            | Carol Zangobbo              | 6,19 m            |
| Dreisprung         | Ottavia Cestonaro                | 13,52 m           | Dariya Derkach              | 13,26 m           | Giada Bilanzola             | 12,99 m           |
| Kugelstoßen        | Chiara Rosa                      | 16,10 m           | Michella Obijiaku           | 16,09 m           | Monia Cantarella            | 16,06 m           |
| Diskuswurf         | Stefania Strumillo               | 57,33 m           | Giada Andreutti             | 55,33 m           | Natalina Capoferri          | 49,34 m           |
| Hammerwurf         | Sara Fantini                     | 69,75 m           | Cecilia Desideri            | 62,94 m           | Lucia Prinetti Anzalapaya   | 61,15 m           |
| Speerwurf          | Carolina Visca                   | 58,47 m NU20R     | Zahra Bani                  | 57,83 m           | Sara Jemai                  | 57,80 m           |
| Siebenkampf        | Sveva Gerevini                   | 5907 Punkte PB    | Federica Palumbo            | 5597 Punkte       | Laura Oberto                | 5435 Punkte       |